# Peggy Albrecht
Peggy Albrecht (* 1974 in Karl-Marx-Stadt) ist eine deutsche Künstlerin.

## Biografie
Albrecht studierte von 1993 bis 1997 an der Westsächsischen Hochschule Zwickau im Fachbereich für Angewandte Kunst in Schneeberg und schloss 1997 mit Diplom ab. Bei einem Aufenthalt in Aberdeen 1998 arbeitete sie in der freien Druckwerkstatt Peacock Printmakers Workshop. Seit 1998 ist sie freischaffende Künstlerin in Chemnitz.
Von 2000 bis 2004 war sie Honorardozentin an der Westsächsischen Hochschule Zwickau im Fachbereich für Angewandte Kunst in Schneeberg. Seit 2000 ist sie freie Dozentin in Chemnitz.

## Ausstellungen/Ausstellungsbeteiligungen (Auswahl)
1997 
Galerie Art-Alt-Aue, Aue
Member Exhibition, Peacock Gallery, Aberdeen (Schottland)
1999 
Galerie Art-In, Meerane
Galerie Artenreich, Chemnitz
Preisträgerin im Kunstwettbewerb „Wandgestaltung“ der Kurgesellschaft Warmbad
2000 
»Figurationen«, Galerie Pachhütt im Schloss Wildeck, Zschopau
Galerie Weise, Chemnitz
Regierungspräsidium Chemnitz
Dresdner Kunstmesse, Dresden
2001 
Parlamentarische Gesellschaft des Deutschen Bundestags, Berlin
2002 
»Fünf mal fünf«, Neue Sächsische Galerie, Chemnitz
Art Bodensee, Dornbirn (Österreich)
Künstlersymposium Weinheim
2003 
Galerie Weise, Chemnitz
»Kollegium«, Galerie am Domhof, Zwickau
»Moment«, (125 Jahre angewandte Kunst Schneeberg), Neue Sächsische Galerie, Chemnitz
Sommerausstellung, Weinheim
2004 
Fernsehstudio des MDR, Leipzig
Turmgalerie, Schloss Augustusburg
100 Sächsische Grafiken – Holzdrucke, Neue Sächsische Galerie, Chemnitz
2005
100 Sächsische Grafiken – Holzdrucke, Sächsischer Landtag, Dresden Urbane Strukturen, Weise – Galerie und Kunsthandel, Chemnitz
Sehenswürdig, Neue Bilder, Schlossbergmuseum Chemnitz

## Arbeiten in öffentlichen Sammlungen
- Kunstfonds des Freistaates Sachsen, Dresden
- Neue Sächsische Galerie, Chemnitz
- Sächsischer Landtag, Dresden
- Schmidt Bank, Marienberg